# Kevin Dallman
Kevin Dallman (né le 26 février 1981 à Niagara Falls, dans la province de l'Ontario au Canada) est un joueur professionnel canadien de hockey sur glace naturalisé kazakh,. Il est le neveu de Marty Dallman qui a joué dans la Ligue nationale de hockey.

## Biographie

### Carrière en club
En 1998, il débute avec le Storm de Guelph dans la Ligue de hockey de l'Ontario. Le 8 juillet 2002, il signe un contrat avec les Bruins de Boston. Après trois saisons assigné aux Bruins de Providence dans la Ligue américaine de hockey, il débute dans la Ligue nationale de hockey. Placé au ballotage, il est réclamé par les Blues de Saint-Louis le 3 décembre 2005. Le 10 juillet 2006, il s'engage avec les Kings de Los Angeles. En 2008, il intègre l'effectif du Barys Astana de la Ligue continentale de hockey. Il est l'actuel capitaine de l'équipe. Il établit un nouveau record de buts pour un défenseur en saison régulière. Avec 28 buts, il détrône l'ancienne marque de 22 buts inscrite par Oleg Piganovitch. Dallman détrône également Viatcheslav Fetissov au nombre de points marqués dans la saison régulière. Avec 58 points, il efface l'ancien record de 49 points établi il y a 25 ans. Il est nommé capitaine du Barys en 2009.

## Trophées et honneurs personnels
Ligue canadienne de hockey
- 2001-2002 : élu dans la troisième équipe d'étoiles.

Ligue de hockey de l'Ontario
- 2001-2002 : élu dans la troisième équipe d'étoiles.

Coupe Memorial
- 2002 : nommé dans l'équipe type.

KHL
- 2009 : nommé meilleur défenseur.
- 2008-2009 : nommé dans l'équipe type.
- 2009 : participe au Match des étoiles avec l'équipe Jágr (titulaire).
- 2010 : participe avec l'équipe Jágr au deuxième Match des étoiles (titulaire).
- 2011 : participe avec l'équipe Est au troisième Match des étoiles.
- 2011 : nommé meilleur défenseur du mois de janvier.
- 2012 : participe au quatrième Match des étoiles avec l'association de l'Est.
- 2011-2012 : meilleur pointeur chez les défenseurs.
- 2011-2012 : nommé dans l'équipe type.
- 2013 : participe au cinquième Match des étoiles avec l'association de l'Ouest.

## Statistiques
| Saison     | Équipe                 | Ligue      |     | Saison régulière | Saison régulière | Saison régulière | Saison régulière | Saison régulière |   | Séries éliminatoires | Séries éliminatoires | Séries éliminatoires | Séries éliminatoires | Séries éliminatoires |
| Saison     | Équipe                 | Ligue      | PJ  | B                | A                | Pts              | Pun              | PJ               | B | A                    | Pts                  | Pun                  |                      |                      |
| 1998-1999  | Storm de Guelph        | LHO        | 68  | 8                | 30               | 38               | 52               | 11               | 1 | 4                    | 5                    | 2                    |                      |                      |
| 1999-2000  | Storm de Guelph        | LHO        | 67  | 13               | 46               | 59               | 38               | 6                | 0 | 2                    | 2                    | 11                   |                      |                      |
| 2000-2001  | Storm de Guelph        | LHO        | 66  | 25               | 52               | 77               | 88               | 1                | 0 | 0                    | 0                    | 0                    |                      |                      |
| 2001-2002  | Storm de Guelph        | LHO        | 67  | 23               | 63               | 86               | 68               | 9                | 8 | 8                    | 16                   | 22                   |                      |                      |
| 2002-2003  | Bruins de Providence   | LAH        | 72  | 2                | 19               | 21               | 53               | -                | - | -                    | -                    | -                    |                      |                      |
| 2003-2004  | Bruins de Providence   | LAH        | 65  | 6                | 23               | 29               | 44               | 2                | 0 | 0                    | 0                    | 0                    |                      |                      |
| 2004-2005  | Bruins de Providence   | LAH        | 71  | 8                | 26               | 34               | 48               | 17               | 4 | 6                    | 10                   | 20                   |                      |                      |
| 2005-2006  | Bruins de Boston       | LNH        | 21  | 0                | 1                | 1                | 8                | -                | - | -                    | -                    | -                    |                      |                      |
| 2005-2006  | Blues de Saint-Louis   | LNH        | 46  | 4                | 9                | 13               | 21               | -                | - | -                    | -                    | -                    |                      |                      |
| 2006-2007  | Kings de Los Angeles   | LNH        | 53  | 1                | 9                | 10               | 12               | -                | - | -                    | -                    | -                    |                      |                      |
| 2006-2007  | Monarchs de Manchester | LAH        | 3   | 4                | 0                | 4                | 4                | -                | - | -                    | -                    | -                    |                      |                      |
| 2007-2008  | Kings de Los Angeles   | LNH        | 34  | 3                | 4                | 7                | 4                | -                | - | -                    | -                    | -                    |                      |                      |
| 2007-2008  | Monarchs de Manchester | LAH        | 5   | 1                | 4                | 5                | 2                | -                | - | -                    | -                    | -                    |                      |                      |
| 2008-2009  | Barys Astana           | KHL        | 53  | 28               | 29               | 57               | 117              | 3                | 0 | 1                    | 1                    | 8                    |                      |                      |
| 2009-2010  | Barys Astana           | KHL        | 55  | 14               | 28               | 42               | 90               |                  |   |                      |                      |                      |                      |                      |
| 2010-2011  | Barys Astana           | KHL        | 53  | 12               | 27               | 39               | 40               | 4                | 0 | 2                    | 2                    | 6                    |                      |                      |
| 2011-2012  | Barys Astana           | KHL        | 53  | 18               | 36               | 54               | 33               | 7                | 1 | 3                    | 4                    | 2                    |                      |                      |
| 2012-2013  | SKA Saint-Pétersbourg  | KHL        | 52  | 15               | 23               | 38               | 18               | 15               | 4 | 10                   | 14                   | 4                    |                      |                      |
| 2013-2014  | SKA Saint-Pétersbourg  | KHL        | 29  | 5                | 4                | 9                | 18               | 10               | 2 | 7                    | 9                    | 4                    |                      |                      |
| 2014-2015  | Barys Astana           | KHL        | 47  | 14               | 19               | 33               | 39               | 7                | 0 | 2                    | 2                    | 12                   |                      |                      |
| 2015-2016  | Barys Astana           | KHL        | 60  | 8                | 32               | 40               | 16               | -                | - | -                    | -                    | -                    |                      |                      |
| 2016-2017  | Barys Astana           | KHL        | 60  | 9                | 24               | 33               | 40               | 10               | 0 | 6                    | 6                    | 0                    |                      |                      |
| 2017-2018  | Barys Astana           | KHL        | 53  | 7                | 24               | 31               | 37               | -                | - | -                    | -                    | -                    |                      |                      |
| 2018-2019  | Barys Astana           | KHL        | 49  | 5                | 14               | 19               | 20               | -                | - | -                    | -                    | -                    |                      |                      |
| Totaux LNH | Totaux LNH             | Totaux LNH | 124 | 8                | 23               | 31               | 45               | -                | - | -                    | -                    | -                    |                      |                      |
| Totaux KHL | Totaux KHL             | Totaux KHL | 455 | 111              | 222              | 343              | 428              | 46               | 7 | 23                   | 30                   | 36                   |                      |                      |